# Twistor-Korrespondenz
Die Twistor-Korrespondenz (auch Penrose-Ward-Korrespondenz) ist in der Twistor-Theorie, einem Ansatz der Quantengravitation zur Kombination der Quantenfeldtheorie und Gravitation, eine Verbindung zwischen vierdimensionaler Yang-Mills-Theorie und komplexer Geometrie. Konkret entsprechen antiselbstduale Yang-Mills-Zusammenhängen auf dem komplexifizierten Minkowski-Raum {\displaystyle M_{\mathbb {C} }\cong \mathbb {C} ^{4}} mit der komplexen generellen linearen Gruppe {\displaystyle \operatorname {GL} _{n}\mathbb {C} } als Eichgruppe eineindeutig den holomorphen Vektorbündeln über dem projektiven Twistor-Raum {\displaystyle \mathbb {C} P^{3}\setminus \mathbb {C} P^{1}} von Rang {\displaystyle n}. Für ersteres hilft dabei die ADHM-Konstruktion. Durch Kompaktifizierung des komplexifizierten Minkowski-Raumes zu einer Sphäre erweitert sich die Korrespondenz zudem auf den vollen Twistor-Raum.